# Tsujikami Hiroaki
Hiroaki Tsujikami (sinh ngày 31 tháng 8 năm 1976) là một cầu thủ bóng đá người Nhật Bản.

## Sự nghiệp câu lạc bộ
Hiroaki Tsujikami đã từng chơi cho Vegalta Sendai.